# NGC 6905
NGC 6905 è una nebulosa planetaria nella costellazione del Delfino, scoperta il 16 settembre 1784 da William Herschel. La distanza della nebulosa dal sistema solare non è ancora stata determinata con accuratezza; il suo valore è compreso tra 1,7 e 2,6 kpc.
NGC 6905 è caratterizzata da un guscio interno da cui si estendono delle protuberanze coniche, con strutture ad ansa lungo l'asse maggiore. La regione centrale possiede una delle più marcate linee di emissione dell'OVI tra le nebulose planetarie. È stata rilevata inoltre anche la linea OVIII. Le anse, invece, sono particolarmente evidenti se osservate alla lunghezza d'onda corrispondente alla linea NII.
La stella centrale è una nana bianca, la cui temperatura superficiale è stimata in 150000 K. La stella è denominata HD 192563. È stata classificata anche come stella variabile, con la denominazione NT Delphini.
NGC 6905 può essere osservata in un cielo buio con un telescopio di 10 cm di diametro, ma si apprezza meglio con strumenti di diametro maggiore.